# Енвер Джокай
Енвер Джокай (англ. Enver Gjokaj, [ˈɛnvɛər ˈdʒoʊkaɪ]; 12  лютого  1980) — американський актор. Він відомий своїми ролями Віктора в науково-фантастичному телевізійному серіалі "Клуб ляльок" та як Деніел Суза в "Агент Картер", роль, яку він згодом відтворив у останньому сезоні "Агенти Щ.И.Т."

## Життя
Джокай народився в окрузі Оріндж, штат Каліфорнія. Його батько албанець, а мати — американка. У Джокая є старший брат на ім'я Бекім та однаковий брат-близнюк на ім'я Демір. І Джокай, і його брат відвідували середню школу Амадор в Саттер-Крік, штат Каліфорнія, де Джокай брав участь у численних виставах та естрадах. Джокай закінчив аспірантуру акторської програми університету Нью-Йорка в Школі мистецтв Тіш, магістра образотворчого мистецтва. Будучи в Нью-Йоркському університеті, він був півфіналістом програми Graduate Acting Program, програми стипендії Родоса в галузі мистецтв. У 2002 році він отримав ступінь бакалавра мистецтв з англійської мови в університеті Берклі.

## Кар'єра
У 2009-2010 роках, Джокай виконував одну з головних ролей в серіалі Джосс Відон «Клуб ляльок», який був закритий після двох сезонів. Він після коротко з'явився у фільмі Уідона « Месники», а також був гостем в таких серіалах як « Спільнота», «Гаваї 5.0», «До смерті красива», «Декстер», «Закон і порядок: Спеціальний корпус» і « Ходячі мерці», а також в 2013 році мав другорядні ролі у «Вегас» та «Відьми Іст-Енду». У 2014 році він також з'явився в «Екстант». Також він з'явився у фільмі 2012 року «Щоб ви зробили…», а навесні 2013 року знявся в пілота ABC «Вбивство на Манхеттені» з Енні Поттс, який не був замовлений для осіннього сезону.
У 2012 році Джокай отримав патент на систему фокусування для кінокамер. У 2019 Джокай з'явився в серіалі Явище в ролі агента ФБР Раяна Брукса.
Джокай також має роль у Кіновсесвіті Marvel. У 2012 році Джокай зіграв у фільмі "Месники" нью-йоркського поліцейського. Він знявся в двох сезонах агента Картера (2015–2016) в ролі агента РСР Деніеля Сузи. Він повторював роль Сузи в останньому сезоні Агентів Щ.И.Т. (2020).

## Фільмографія
| Рік  | Назва українською        | Назва англійською    | Роль            | Примітки               |
| ---- | ------------------------ | -------------------- | --------------- | ---------------------- |
| 2007 | Випробування             | Spinning Into Butter | Грег Салліван   |                        |
| 2008 | Експрес                  | The Express          | Дейв Серетт     |                        |
| 2008 | Орлиний зір              | Eagle Eye            | пілот           |                        |
| 2009 | Казка про плем'я         | Tale of the Tribe    | Михей           |                        |
| 2010 | Стоун                    | Stone                | молодий Джек    |                        |
| 2011 | Еден                     | Eden                 | Едді            |                        |
| 2012 | Месники                  | The Avengers         | коп             | камео                  |
| 2012 | Щоб ви зробили…          | Would You Rather     | Лукас           |                        |
| 2013 | Вірогідна історія        | A Likely Story       | Джордж          | Короткометражний фільм |
| 2014 | Похоть до кохання        | Lust for Love        | Джейк           |                        |
| 2016 | Знайди мене, якщо зможеш | Come and Find Me     | Олександр       |                        |
| 2019 | 3022                     | 3022                 | Вінсент Бернард |                        |

### Телебачення
| Рік       | Назва українською                   | Назва англійською                 | Роль                | Примітки                                             |
| --------- | ----------------------------------- | --------------------------------- | ------------------- | ---------------------------------------------------- |
| 2006      | Книга Даніеля                       | The Book of Daniel                | Девід               | 3 епізоди                                            |
| 2006      | Шлях до 11 вересня                  | The Path to 9/11                  |                     | Міні-серіал                                          |
| 2006      | Брудний розкішний                   | Filthy Gorgeous                   | Мирас               | Пілот                                                |
| 2007      | Загін «Антитерор»                   | The Unit                          | Ллойд               | Епізод: «Binary Explosion»                           |
| 2008      | Закон і порядок: Злочинні наміри    | Law & Order: Criminal Intent      | Пітер               | Епізод: «Ten Count»                                  |
| 2009      | забираючи Ченса                     | Taking Chance                     | капрал Аренц        | телефільм                                            |
| 2009-2010 | Клуб ляльок                         | Dollhouse                         | Віктор              | Регулярна роль, 27 епізодів                          |
| 2010      | Теорія брехні                       | Lie to Me                         | Сержант Джефф Терлі | Епізод: «React to Contact»                           |
| 2010      | Переслідування                      | Chase                             | Карсон Пакетта      | Епізод: «Havoc»                                      |
| 2010      | Під прикриттям                      | Undercovers                       | Новак               | Епізод: «Funny Money»                                |
| 2011      | Спільнота                           | Community                         | Лукка               | Епізод: «Custody Law and Eastern European Diplomacy» |
| 2011      | Підозрюваний                        | Person of Interest                | Лазло               | Епізод: «Witness»                                    |
| 2012      | Гаваї 5.0                           | Hawaii Five-0                     | марку               | Епізод: «Pa Make Loa»                                |
| 2012      | До смерті красива                   | Drop Dead Diva                    | Редфорд             | Епізод: «Lady Parts»                                 |
| 2012      | Декстер                             | Dexter                            | Віктор Басков       | Епізоди: «Are You ...?» і «Argentina»                |
| 2012      | Зроблено в Джерсі                   | Made in Jersey                    | Тоні                | 4 епізоди                                            |
| 2013      | Закон і порядок: Спеціальний корпус | Law & Order: Special Victims Unit | Майкл Прово         | Епізод: «Beautiful Frame»                            |
| 2013      | Вегас                               | Vegas                             | Томмі Стоун         | 5 епізоди                                            |
| 2013      | Вбивство на Манхеттені              | Murder in Manhattan               | Джек                | пілот                                                |
| 2013      | Ходячі мерці                        | The Walking Dead                  | Піт                 | Епізод: «Dead Weight»                                |
| 2013      | Відьми Іст-Енду                     | Witches of East End               | Майк                | 4 епізоди                                            |
| 2014      | Екстант                             | Extant                            | Гласс               | 6 епізодів                                           |
| 2015-2016 | Агент Картер                        | Agent Carter                      | агент Деніел Суза   | регулярна роль                                       |
| 2017-2018 | Особливо тяжкі злочини              | Major Crimes                      | Гант Сенфорд        | 2 епізоди                                            |
| 2018      | Кевін (ймовірно) рятує світ         | Kevin (Probably) Saves the World  | Мілк Картон (голос) | Епізод: "Спійманий Білорукий"                        |
| 2019      | Новачок                             | The Rookie                        | Донован             | 3 епізоди                                            |
| 2019      | Явище                               | Emergence                         | агент Раян Брукс    | 5 епізодів                                           |
| 2020      | Агенти Щ.И.Т.                       | Agents of S.H.I.E.L.D.            | агент Деніел Суза   | 10 епізодів                                          |